# ترجمه ناپذیری
ترجمه ناپذیری (به انگلیسی: Untranslatability) به‌متن یا گفتاری گفته می‌شود که هنگام ترجمه به زبان دیگر، معادلی برای آن یافت نمی‌شود. این اصطلاح زمانی به وجود می‌آید که دشواری دستیابی به ترجمه به اصطلاح سرراست، سخت باشد به طوری که ترجمه دقیق به یک کار غیرممکن تبدیل شود. یک مترجم برای جبران شکاف واژگانی می‌تواند به روش‌های مختلف ترجمه متوسل شود. از این منظر، ترجمه ناپذیری پیامدهای عمیق نسبیت زبانی ندارد. نه همیشه ولی با دقت فنی معنی تقریباً در اکثر اوفات می‌تواند ترجمه شود.